# Евергрін (Колорадо)
Евергрін (англ. Evergreen) — переписна місцевість (CDP) в США, в окрузі Джефферсон штату Колорадо. Населення — 9307 осіб (2020).

## Географія
Евергрін розташований за координатами 39°38′5″ пн. ш. 105°20′19″ зх. д. / 39.63472° пн. ш. 105.33861° зх. д. (39.634695, -105.338667).  За даними Бюро перепису населення США в 2010 році переписна місцевість мала площу 30,05 км², з яких 29,83 км² — суходіл та 0,21 км² — водойми.

### Клімат
| Клімат : Евергрін                            | Клімат : Евергрін | Клімат : Евергрін | Клімат : Евергрін | Клімат : Евергрін | Клімат : Евергрін | Клімат : Евергрін | Клімат : Евергрін | Клімат : Евергрін | Клімат : Евергрін | Клімат : Евергрін | Клімат : Евергрін | Клімат : Евергрін | Клімат : Евергрін |
| Показник                                     | Січ.              | Лют.              | Бер.              | Квіт.             | Трав.             | Черв.             | Лип.              | Серп.             | Вер.              | Жовт.             | Лист.             | Груд.             | Рік               |
| Абсолютний максимум, °C                      | 23,3              | 21,7              | 25,6              | 27,8              | 33,3              | 36,1              | 35,6              | 35,6              | 33,3              | 29,4              | 25,0              | 20,6              | 36,1              |
| Середній максимум, °C                        | 6,8               | 7,4               | 10,1              | 13,7              | 18,3              | 24,2              | 27,6              | 26,4              | 22,3              | 16,8              | 10,6              | 7,1               | 15,9              |
| Середній мінімум, °C                         | −12,1             | −11,1             | −7,5              | −3,5              | 1,1               | 5,2               | 8,3               | 7,5               | 2,9               | −2,8              | −7,7              | −11,7             | −2,6              |
| Абсолютний мінімум, °C                       | −38,9             | −33,3             | −27,8             | −22,8             | −11,1             | −2,8              | −3,3              | −1,7              | −13,3             | −22,2             | −26,1             | −33,9             | −38,9             |
| Норма опадів, мм                             | 14                | 18                | 41                | 55                | 65                | 53                | 58                | 57                | 37                | 32                | 23                | 20                | 473               |
| -------------------------------------------- | ----------------- | ----------------- | ----------------- | ----------------- | ----------------- | ----------------- | ----------------- | ----------------- | ----------------- | ----------------- | ----------------- | ----------------- | ----------------- |
| Джерело: The Western Regional Climate Center |                   |                   |                   |                   |                   |                   |                   |                   |                   |                   |                   |                   |                   |

## Демографія
Згідно з переписом 2010 року, у переписній місцевості мешкало 9038 осіб у 3673 домогосподарствах у складі 2685 родин. Густота населення становила 301 особа/км².  Було 4018 помешкань (134/км²).
Расовий склад населення:
| - 96,6 % — білих - 0,8 % — азіатів - 0,3 % — корінних американців - 0,2 % — чорних або афроамериканців |

До двох чи більше рас належало 1,3 %. Частка іспаномовних становила 3,7 % від усіх жителів.
За віковим діапазоном населення розподілялося таким чином: 24,4 % — особи молодші 18 років, 63,1 % — особи у віці 18—64 років, 12,5 % — особи у віці 65 років та старші. Медіана віку мешканця становила 45,5 року. На 100 осіб жіночої статі у переписній місцевості припадало 97,9 чоловіків;  на 100 жінок у віці від 18 років та старших — 95,3 чоловіків також старших 18 років.
Середній дохід на одне домашнє господарство  становив 113 836 доларів США (медіана — 79 034), а середній дохід на одну сім'ю — 136 891 долар (медіана — 111 250). Медіана доходів становила 69 949 доларів для чоловіків та 61 496 доларів для жінок. За межею бідності перебувало 4,3 % осіб, у тому числі 4,7 % дітей у віці до 18 років та 2,3 % осіб у віці 65 років та старших.
Цивільне працевлаштоване населення становило 4627 осіб. Основні галузі зайнятості: науковці, спеціалісти, менеджери — 22,6 %, освіта, охорона здоров'я та соціальна допомога — 16,0 %, мистецтво, розваги та відпочинок — 9,6 %, будівництво — 8,1 %.